# ويبقى الحب (مسلسل تركي)
ويبقى الحب ((بالتركية: Binbir Gece) ويعني الف ليلة وليلة بالعربية) هو مسلسل تركي درامي رومنسي مدبلج إلى اللغة العربية باللهجة السورية عرض على قناة الشاشة ابتداءً من 1 نوفمبر 2008.

## قصة المسلسل
القصة تدور حول الارملة الشابة شهرزاد التي فقدت زوجها الشاب في حادث سيارة تاركا وراءه طفلا ولا يعترف به أهل والده الاثرياء لانه تزوج شهرزاد دون موافقتهم ويصاب هذا الطفل بمرض اللوكيميا (سرطان الدم) وتعجز إمكانيات شهرزاد عن تغطية الكلفة الباهظة للعملية فتقترض بعض المال من صديقتها منى واحد اصدقائها ولكن يبقى 150 الف دولار علما انها وجدت متبرعة أذرية تدعى ناريمان فتذهب إلى برهان بيك جد ابنها ولكنه يرفض الاعتراف بحفيده أو اعطائها المال فتضطر شهرزاد إلى طلب المال من صاحب شركة الإنشاءات التي تعمل فيها حديثا أنور بيك الذي كان ناقما على النساء كشهريار بسبب خيانة والده لوالدته السيدة فريدة اقصال والذي مات في بيت عشيقته فيرى ان النساء كافة حقيرات واعتبر طلبها جراة غريبة فوافق مقابل ان تمضي معه ليلة واضطرت شهرزاد للقبول (شرط ان يبقى السر دفينا بينهما الاثنين) لكي تعالج ابنها كنان علما انها لم تخبر أنور بعملية ابنها لان قانون الشركة لا يقبل بالمهندسات المتزوجات فتجري العملية وتنجح وأنور بيك يعاملها بقساوة بالغة على غرار كرم بيك شريكه وصديقه الحميم الذي يتعاطف معها ويحبها في حين كانت منى صديقة شهرزاد مولعة به ويكتشفان لاحقا حقيقة مرض كنان وتعيش المتبرعة ناريمان مع شهرزاد وكنان كمربية له وكاخت انقذت حياة ابن شهرزاد وتبدأ السيدة ناهدة بزيارات خفية لحفيدها بعد أن ترى وضعه الخطير وبعد أن يشفى في حين كانت شهرزاد ناقمة على برهان بيك الذي رفض مساعدة حفيده إلى ان يساعد برهان ناريمان ويخلصها من عصابة لتشغيل النساء بالدعارة فتتغير معاملة شهرزاد له وتصطلح الأمور بينها وبين أهل زوجها وتدب الغيرة في فتون زوجة كمال ابن برهان بيك لانها لم ترزق بصبي وانما انجبت جولييت وأميرة وكانت تتمنى ان ترزق بصبي في حملها الثالث الا انها انجبت بشرى في حين كانت تعتقد ان برهان بيك يميل لكنان لانه الحفيد الصبي وتعاني من اكتئاب ما بعد الولادة ما يدفع زوجها كمال لاحضان العشيقة جولييت التي منحته الحب والحنان اللذان حرمها من فتون فترك المنزل بعدما فضح امره من قبل هاني شقيق فتون الذي صورهما معا واخفى الصورة ليبتز كمال إلى ان فضح امرهما فثارت ثورة فتون وترك المنزل ليذهب إلى جولييت التي كانت تنتظر مولودا منه في هذه الأثناء فتون تصارع مع سرطان الرحم ويستئصل رحمها فيضطر كمال لترك جولييت التي تنقم عليه وتذهب إلى مكان لا يجدها فيه لتعيش قصة حب مع يمان سائق أنور بيك الذي يتزوجها رغم معارضة والديه ويسجل الولد باسمه في هذه الأثناء تتطور العلاقة الرومانسية بين شهرزاد وأنور بعدما اكتشف حقيقة مرض ابنها والسبب الذي دفعها لطلب المال لكن الصراع بين أنور وكرم الصديقين تتطور ليتنازعا على حب شهرزاد في حين ان منى لم تكن تعلم بحب كرم لشهرزاد وكلما كان يبتعد عنها كرم تزداد شربا للكحول ما أدى إلى ذهابها للمشفى فاضطر كرم للبقاء معها ظنا منه انها قد تحاول الانتحار إذا تركها واستسلم لانور وقررا الزواج وفي يوم الفرح ظهرت شابة ادعت ان أنور عرض عليها مبلغا من المال مقابل قضاء ليلة معه وكان دافعها من ذلك الانتقام من أنور هي وصديقها فتترك شهرزاد الفرح بثوبها الأبيض ويساعدها في ذلك كرم الذي تشاجر مع أنور ظنا منه انه مذنب وقرر فض الشركة مع أنور فتدخل ياسمين الحبيبة القديمة على الخط لتنقذ الشركة ولتشتري اسهم كرم لكن أنور يسعى جاهدا ويحصل على اعتراف من الفتاة نفسها امام التلفاز بانها كذبت عندها يرفض مصالحة كل من شك في نزاهته ويقع حادث طائرة يظن فيه الجميع ان أنور فارق الحياة لانه كان مسافرا عليها الا انه بانشغاله بقصة الفتاة التي ادعت عليه في التلفاز لم يذهب إلى الطائرة وتكون المفاجاة كبيرة عند رؤيته حيا يرزق وتحاول شهرزاد المصالحة إلى ان تنجح لكن ياسمين تحاول أن تخلف بينهما وبعد أن يصدها أنور تنتحر وتموت جولييت لاحقا ويرفض يمان إعطاء الطفل مأمون لعائلة برهان بيك لكنه يرضخ في النهاية وفي حين كانت تنفر فتون من زوجها اقامت علاقة مع مدرس الرسم لابنتها جولييت وتكتشف ناهدة حماتها العلاقة فتخيرها بين ترك المنزل وطلب الطلاق واخذ ابنتها الصغرى بشرى من دون أن تفضح امرها وبين ان تفضح امرها وتطلقها دون أخذ ايا من الأولاد ومستحقاتها فتوافق خوفا من الفضيحة وتفتعل مشكلة احضار مأمون إلى المنزل لتكون سببا في طلاقها وتركها المنزل ويتزوج كرم ومنى بعد طول صراع وفي منزل برهان بيك تأتي مروة ابنة شقيقته لتصطاد كمال وتنجح في ذلك بعد أن يقيم كمال علاقة معها فتراهما ناهدة وبرهان ويصاب برهان بجلطة بسبب ذلك وتعيش ملك شقيقة منى ومالك شقيق كرم علاقة عاطفية تتطورت بسرعة وفجأة بعد هروبه من اميركا بسبب علاقة مع امرأة قتل زوجها ويكتشف كرم ان نوال خانوم ليست والدته وانما خالته وانها ربته لان شقيقتها اقامت علاقة مع موسيقي وهي في سن السابعة عشرة وحملت منه لكنها انتحرت بعد ولادته باسبوع فسجل زوج نوال كرم كابن له ولنوال ويبدا كرم رحلة البحث عن الاب الذي ينقم عليه لتخليه عنه ليجد والدا سكيرا ومنبوذا وشقيقة تدعى رزان وياتي خبر حمل منى ليعيد العلاقة بين نوال وكرم إلى طبيعتها ثم يتزج لاحقا أنور وشهرزاد دون إقامة حفل زفاف لكن كمال يعاود حنينه لفتون بعد أن يكتشف طمع مروة وتترك مروة المنزل بسبب تصرفاتها الملتوية وترفض منح كمال الطلاق الا بمقابل مادي كبير لكنها تتورط بفضيحة دعارة تسهل عملية طلاقها ويكتشف أنور ان لديه ابنة تدعى نيفين أو كما اسماها كنان بطوطة من خطيبته القديمة ويسبب الأمر مشكلة له ولشهرزاد لكنهما يتقبلانها وتقرر شهرزاد وأنور إقامة حفل زفاف بعد أن تكتشف حملها في حين يدق قلب مالك لرزان ويترك ملك بسببها ويتزوجها رغم معارضة والدها ووالدته وتدخل المهندسة هدى إلى شركة أنور بيك لتنتقم من شهرزاد وتقوم بدس السم في كوب الزهورات التي تعده لها قبل الزفاف وأثناء الحفلة تقع شهرزاد ويتلطخ ثوبها بالدماء وتفقد شهرزاد الجنين وتبدأ هدى خطة انتقامية جديدة وهي ان تزرع الشك في قلب أنور وتنجح في ذلك وتخلف بين الحبيبان لكن أحد اصدقاء شهرزاد القدامى حسان يكتشف ذلك فتقوم هدى بقتله ليبقى سرها صامتا وتتورط بجريمة قتل أخرى عندما تقتل موظفا بالشركة كان قد رأها تدفع حسان من المبنى المرتفع كل هذا كانت هدى تقوم به بصمت وفي منزل برهان كانت فتون تعيش نادمة ويحاول مدرس الرسم إعادة العلاقة بينهما لكنها ترفض فيحاول الاعتداء عليها لكنه تطعنه ويثبت للسيدة ناهدة ان فتون قد تابت وتدخل السجن لكنها تخرج منه لانها قتلت دفاعا عن النفس وتعود فتون لمنزل برهان بيك وتسافر جورجيت في منحة لاميركا وتفقد منى طفلها وتعيش ازمة نفسية شديدة وغيرة صعبة وشك حتى في أن كرم اقام علاقة مع شهرزاد واعطاها 150 الف دولار وفي نفس اليوم الذي تفقد فيه طفلها يموت سميح والد كرم وتحمل رزان نفسها سبب وفاة والدها فتطلق مالك وتذهب بعيدا وترى ناهدة هدى في حفلة للشركة وتتذكر انها تلك الفتاة المخادعة التي حاولت الافتراء على ابنها أحمد زوج شهرزاد المتوفى وتتفاقم الأمور في الحفلة بسبب قدوم منى ثملة إلى الحفلة وترى كرم وشهرزاد يتهامسان فتقيم فضيحة امام الناس ويعيدها للمنزل ثم يذهب ليقضي الليلة مع هدى التي جعلته يثمل حتى باح لها بسر أنور وشهرزاد الذي اكتشفه عندما كان يحبها وكان يبحث عن الفتاة التي أمضى أنور معها ليلة في فندق ما ودفع لها 150 الف دولار واخبر هدى ان يبقى الأمر سرا لكن ناهدة تخبر شهرزاد بان هدى فتاة مخادعة فتخبر شهرزاد أنور بذلك ويطردها من الشركة فتقوم هدى بفضح سر أنور وشهرزاد الأمر الذي يدفع بشهرزاد للذهاب إلى مكتب أنور وتحطيمه لاعتقادها انه فضح السر ويؤدي ذلك إلى الطلاق مع أنور والخلاف بين أنور وكرم وبين منى وشهرزاد فتترك شهرزاد بيتها وعملها لتعيش في مكان اخر وتعمل لدى المهندس ناجي المطلق وفي هذه الأثناء تخبر فتون كمال بخيانتها له في السابق ويسامحها ويتزوجا من جديد بناء على رغبة ناهدة التي تصاب بورم دماغي وتجري عملية لاستئصاله وتتطور العلاقة بين ناجي وشهرزاد رغم رفض كنان القاطع لهذه العلاقة وتقرر الزواج منه رغم محاولة طليقته اقناعها بتركه وبعد أن يفتضح أمر جرائم هدى وسرقاتها تتصل بشهرزاد لتخبرها انها هي من قتلت الجنين وتنتحر هدى في كراج بيت كرم وتطلب منى الطلاق بعد أن تعلم بعلاقة كرم وهدى وبعد فشلها في التخلص من إدمان الكحول ويطلقان رغم محبة كرم لهاويحاول كرم ان يمنع زواج شهرزاد بأخبارها ان أنور ليس من كشف سر تلك الليلة وانه قام بذلك امام هدى وامام منى ليثبت انه لم يكن من اقام تلك الليلة معها وانما أنور وتذهب شهرزاد لتخبر أنور انها علمت الحقيقة من كرم لكنه رفض مصالحتها لانها لم تثق بكلامه وانما وثقت بكلام كرم وتمنى لها زواجا سعيدا ولم يستسلم كرم وانما لحق بمنى التي قررت السفر لاميركا للعلاج من إدمان الكحول وتصالحابعد أن ترك نصيبه في الشركة لمالك وفي حفل الزفاف هرب كنان ليخبر أنور ويرجوه ان يمنع هذا الزواج فذهب أنور ونيفين وكنان وقبل أن توافق على الزواج ناداها أنور ونظر إليها ناجي وقال لها ان تذهب إلى عائلتها الحقيقية كما اخبره كنان يوما وذهبت اليه وتزوجا وعقابا لكمال وهاني على اهدارهما مبلغا كبيرا من ثروة برهان بيك في لعب القمار تم سجنهما ثم اخرجهما برهان بيك لكنه اشترى منزلا صغيرا لكمال وفتون وأميرة وطلب منه العمل لينفق على عائلته وهاني طلب للجيش وملك استقالت من الشركة ولم تعد لمالك وبرهان بيك يبيع المصنع ويخطط لرحلة استجمام مع ناهدة.

## أبطال العمل

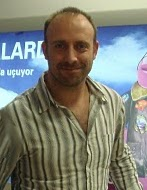
خالد ارغنش في دور أنور أكسال

### الشخصيات الرئيسية
| الممثل             | الشخصية التركية      | الشخصية العربية        | مؤدي الصوت العربي | معلومات عن الشخصية | المواسم   | المواسم   | المواسم   |
| الممثل             | الشخصية التركية      | الشخصية العربية        | مؤدي الصوت العربي | معلومات عن الشخصية | 1         | 2         | 3         |
| ------------------ | -------------------- | ---------------------- | ----------------- | ------------------ | --------- | --------- | --------- |
| خالد ارغنش         | Onur Aksal           | أنور أكسال             | خالد القيش        |                    | دور رئيسي | دور رئيسي | دور رئيسي |
| بيرغوزار كوريل     | Şehrazat Evliyaoğlu  | شهرزاد اوليا اوغلو     | ميسون أبو أسعد    |                    | دور رئيسي | دور رئيسي | دور رئيسي |
| تاردو فلوردون      | Kerem İnceoğlu       | كرم بيك                |                   |                    | دور رئيسي | دور رئيسي | دور رئيسي |
| جيداء دوفنجي       | Bennu Ataman         | منى                    |                   |                    | دور رئيسي | دور رئيسي | دور رئيسي |
| تومريس إينجر       | Nadide Evliyaoğlu    | ناهدة خانم اوليا اوغلو |                   |                    | دور رئيسي | دور رئيسي | دور رئيسي |
| متين تشكمز         | Burhan Evliyaoğlu    | برهان بيك اوليا اوغلو  |                   |                    | دور رئيسي | دور رئيسي | دور رئيسي |
| إرغون ديمير        | Ali Kemal Evliyaoğlu | كمال أوليا أوغلو       |                   |                    | دور رئيسي | دور رئيسي | دور رئيسي |
| Yonca Cevher Yenel | Füsun Evliyaoğlu     | فتون أوليا أوغلو       |                   |                    | دور رئيسي | دور رئيسي | دور رئيسي |
| Aytaç Öztuna       | Seval İnceoğlu       | نوال خانم              |                   |                    | دور رئيسي | دور رئيسي | دور رئيسي |
| مرال جتينقايا      | Peride Aksal         | فريدة أكسال            |                   |                    | دور رئيسي | دور رئيسي | دور رئيسي |

### الشخصيات الثانوية
| الممثل               | الشخصية العربية    | الشخصية التركية | معلومات عن الشخصية | الجزء      | الجزء      | الجزء      |
| الممثل               | الشخصية العربية    | الشخصية التركية | معلومات عن الشخصية | 1          | 2          | 3          |
| -------------------- | ------------------ | --------------- | ------------------ | ---------- | ---------- | ---------- |
| ميرت فرات            | Burak İnceoğlu     |                 |                    |            | ممثل مساعد | ممثل مساعد |
| Bartu Küçükçağlayan  | Gani Özçelik       |                 |                    | ممثل مساعد | ممثل مساعد | ممثل مساعد |
| Başak Çallıoğlu      | Hüner              |                 |                    |            | ممثل مساعد | ممثل مساعد |
| جانان ارغودار        | Eda Akınay         |                 |                    |            | ممثل مساعد | ممثل مساعد |
| İpek Saygun          | Tuğçe              |                 |                    |            | ممثل مساعد | ممثل مساعد |
| Melahat Abbasova     | Mihriban Bahamzade |                 |                    | ممثل مساعد | ممثل مساعد | ممثل مساعد |
| Merih Ermakastar     | Mert               |                 |                    | ممثل مساعد | ممثل مساعد | ممثل مساعد |
| Yeliz Akkaya         | Melek Ataman       |                 |                    | ممثل مساعد | ممثل مساعد | ممثل مساعد |
| Metin Belgin         | Zafer Gündüzalp    |                 |                    | ممثل مساعد | ممثل مساعد |            |
| أيلا ألجان           | Betül              |                 |                    | ممثل مساعد | ممثل مساعد |            |
| Sennur Nogaylar      | Firdevs            |                 |                    | ممثل مساعد | ممثل مساعد | ممثل مساعد |
| Efe Çınar            | Kaan Evliyaoğlu    |                 |                    | ممثل مساعد | ممثل مساعد | ممثل مساعد |
| Dilara Kavadar       | Nilüfer Aksal      |                 |                    |            | ممثل مساعد | ممثل مساعد |
| Hazal Gürel          | Burcu Evliyaoğlu   |                 |                    | ممثل مساعد | ممثل مساعد | ممثل مساعد |
| Feyzan Çapa          | Buket Evliyaoğlu   |                 |                    | ممثل مساعد | ممثل مساعد |            |
| Gizem Güneş          | Buket Evliyaoğlu   |                 |                    |            |            | ممثل مساعد |
| Nehir Nil Karakaya   | Burçin Evliyaoğlu  |                 |                    | ممثل مساعد | ممثل مساعد | ممثل مساعد |
| Demet Yekeler        | Nimet              |                 |                    | ممثل مساعد | ممثل مساعد | ممثل مساعد |
| Beste Sürer          | Ayşe               |                 |                    | ممثل مساعد | ممثل مساعد | ممثل مساعد |
| Halil Taşdemir       | Adem               |                 |                    | ممثل مساعد | ممثل مساعد | ممثل مساعد |
| Fatih Payat          | Pahidar            |                 |                    | ممثل مساعد | ممثل مساعد | ممثل مساعد |
| Ege Aydan            | Engin Kayaoğlu     |                 |                    |            |            | ممثل مساعد |
| إيزغي أساروغلو       | Duru Kayaoğlu      |                 |                    |            |            | ممثل مساعد |
| Ayçe Abana           | Beyza Kayaoğlu     |                 |                    |            |            | ممثل مساعد |
| Nilüfer Silsüpür     | Jale Eryıldız      |                 |                    | ضيف        |            |            |
| Ahu Sungur           | Jale Eryıldız      |                 |                    | ضيف        | ممثل مساعد |            |
| محمد بولات           | Erdal Karayolcu    |                 |                    |            | ممثل مساعد |            |
| Ebru Aykaç           | Yasemin Karakuş    |                 |                    | ممثل مساعد | ممثل مساعد |            |
| Duygu Çetinkaya      | Sezen Özşener      |                 |                    |            | ممثل مساعد | ممثل مساعد |
| Nihat İleri          | Semih Özşener      |                 |                    |            | ممثل مساعد | ممثل مساعد |
| Füsun Kostak         | Cansel Kılıç       |                 |                    | ممثل مساعد | ممثل مساعد |            |
| Nuray Uslu           | Sevgi              |                 |                    | ممثل مساعد | ممثل مساعد |            |
| Ferdi Alver          | Soner Yalçıntaş    |                 |                    | ممثل مساعد | ممثل مساعد |            |
| Zeynep Konan         | Zeynep             |                 |                    | ممثل مساعد | ممثل مساعد |            |
| Nihan Durukan        | Ayşen              |                 |                    | ممثل مساعد | ممثل مساعد |            |
| Sultan Yumak         | Sema Durmaz        |                 |                    | ممثل مساعد | ممثل مساعد |            |
| Seda Yıldız          | Selim Tekinay      |                 |                    |            | ممثل مساعد |            |
| Kubilay Penbeklioğlu | Selim Tekinay      |                 |                    |            |            | ممثل مساعد |
| Fırat Doğruloğlu     | Adnan              |                 |                    |            | ممثل مساعد |            |
| Gülseven Yılmaz      | Nazan              |                 |                    |            | ممثل مساعد |            |
| تيومان كومبارجى باشى | Yaman Cindar       |                 |                    |            | ممثل مساعد |            |
| Taner Barlas         | Kadir Cindar       |                 |                    |            | ممثل مساعد |            |
| Nazlı Ceren Argon    | Arzu İşler         |                 |                    |            | ممثل مساعد |            |
| Hazel Çamlıdere      | Ahu İşler          |                 |                    |            | ممثل مساعد | ممثل مساعد |
| Ayben Erman          | Neriman İşler      |                 |                    |            | ممثل مساعد | ممثل مساعد |
| Erdal Bilingen       | Hakan              |                 |                    | ممثل مساعد |            |            |
| Şebnem Köstem        | Handan Taşçıoğlu   |                 |                    |            | ممثل مساعد |            |
| Alptekin Serdengeçti | Haldun Kara        |                 |                    |            | ممثل مساعد |            |
| Suphi Tekniker       | Yalçın             |                 |                    | ممثل مساعد | ممثل مساعد | ممثل مساعد |
| Sevda Aktolga        | Nurhayat           |                 |                    | ممثل مساعد | ممثل مساعد | ممثل مساعد |
| Sefa Zengin          | Tamer              |                 |                    |            | ممثل مساعد | ممثل مساعد |
| Belma İce            | Oya                |                 |                    |            | ممثل مساعد | ممثل مساعد |
| Feridun Düzağaç      | Özcan              |                 |                    |            |            | ممثل مساعد |

### ضيوف شرف
| الممثل                        | الشخصية التركية  | الشخصية العربية                   | معلومات عن الشخصية | الجزء | الجزء | الجزء |
| الممثل                        | الشخصية التركية  | الشخصية العربية                   | معلومات عن الشخصية | 1     | 2     | 3     |
| ----------------------------- | ---------------- | --------------------------------- | ------------------ | ----- | ----- | ----- |
| اتيلا تركمان Atilla Türkmen   | Ahmet Evliyaoğlu | أحمد اوليا اوغلو Ahmet Evliyaoğlu |                    | ضيف   |       |       |
| اسماعيل دوفنجي İsmail Düvenci | إسماعيل          | إسماعيل                           |                    | ضيف   |       |       |
| Murat Serezli                 | Dr. Atilla       |                                   |                    | ضيف   |       |       |
| Ragıp Gülen                   | Kenan Karabaş    |                                   |                    | ضيف   |       |       |
| Tanya Lytuvynova              | Anya             |                                   |                    | ضيف   |       |       |
| Karina Gükrer                 | Işın             |                                   |                    |       | ضيف   |       |
| Edip Saner                    | Cem Derbent      |                                   |                    |       | ضيف   |       |
| Elif Sümbül Sert              | Emel Geminiş     |                                   |                    |       | ضيف   |       |
| Ali Aziz Çölok                | İsmet            |                                   |                    |       | ضيف   |       |
| Gürsan Piri Onurlu            | Çağatay          |                                   |                    |       | ضيف   |       |
| Kayra Şenocak                 | Hakan            |                                   |                    |       | ضيف   |       |
| Sertaç Akkaya                 | Yusuf            |                                   |                    |       | ضيف   | ضيف   |
| Mihriban Er                   | Deniz Keskin     |                                   |                    |       | ضيف   |       |
| هوليا دارجان                  | Belma Ataman     |                                   |                    |       | ضيف   |       |

## دبلجة المسلسل
تم دبلجة المسلسل من اللغة التركية إلى العربية باللهجة السورية بواسطة شركة سامة للإنتاج والتوزيع الفني السورية، وقد أدى الدبلجة مجموعة من الممثلين السوريين.

### دبلجة أسماء الأماكن
لم يتم تغيير كبير في أسماء الدول والمدن والأماكن كثيراً في المسلسل نظرا لشهرتها سياحيا.

### دبلجة أسماء الشخصيات
تم تغيير أسماء الشخصيات باللغة التركية إلى أسماء باللغة العربية، لصعوبة نطقها نوعاً ما عن العربية، حيث تم اعتماد أسماء عربية قريبة النطق من نظيرتها التركية.
وهذا جدول يوضح الأسماء في كلا النسختين:
| اسم الشخصية بالعربية | اسم الشخصية بالتركية |
| -------------------- | -------------------- |
| أنور                 | أونور Onur           |
| شهرزاد               | شهرزاد Sehrazat      |
| كرم                  | كرم Kerem            |
| منى                  | بينو Benu            |
| برهان بيك            | برهان Burhan         |
| ناهدة خانم           | ناديد Nadide         |
| كمال                 | علي كمال Ali Kemal   |
| فتون                 | فسون Füsun           |
| ملك                  | مالك Melek           |
| فريدة خانم           | فريدي Feride         |
| نوال خانم            | سيكال Secal          |
| مالك                 | بوراك Burak          |

## أجزاء المسلسل
| المواسم  | تاريخ العرض                | بداية العرض    | نهاية العرض   | عدد الحلقات | أيام العرض      | سنة         | قناة     |
| -------- | -------------------------- | -------------- | ------------- | ----------- | --------------- | ----------- | -------- |
| الموسم 1 | الثلاثاء 22:00 إلى 21:45   | 7 نوفمبر 2006  | 19 يونيو 2007 | 29          | 1 - 29          | 2006 - 2007 | كانال دي |
| الموسم 2 | الثلاثاء 22:00 إلى 21:45   | 11 سبتمبر 2007 | 3 يونيو 2008  | 37          | 30 - 66         | 2007 - 2008 | كانال دي |
| الموسم 3 | الثلاثاء 22:00/22:15/20:00 | 16 سبتمبر 2008 | 12 مايو 2009  | 24          | 67 - 90 (نهاية) | 2008 - 2009 | كانال دي |

## البث الدولي
- الجدول التالي يبين القنوات التي عرض فيها المسلسل.

| الدولة                                   | القناة الباثة                                          | تاريخ العرض                     |  |
| ---------------------------------------- | ------------------------------------------------------ | ------------------------------- |  |
| تركيا                                    | كانال دي                                               | 7 نوفمبر 2006 - 12 مايو 2009.   |  |
| العربية (باللهجة السورية)(مدبلج)         | إم بي سي 4                                             | 2008                            |  |
| المغرب العربية (باللهجة المغربية)(مدبلج) | دوزيم                                                  | 2009                            |  |
| مصر                                      | قناة المحور                                            | 2008 - 2009                     |  |
| الأرجنتين                                | El Trece                                               | 5 يناير 2015 - 10 سبتمبر 2015.  |  |
| أذربيجان                                 | Azad Azerbaycan                                        |                                 |  |
| البوسنة والهرسك                          | Hayat TV (Bosnia and Herzegovina) Federalna televizija | 16 يناير 2017 - 2010 - 2011.    |  |
| البرازيل                                 | Rede Bandeirantes                                      | 9 مارس 2015 - 15 سبتمبر 2015.   |  |
| بلغاريا                                  | Nova Television / Diema Family                         | 2008 - 2009 - 2010              |  |
| جمهورية التشيك                           | Nova                                                   |                                 |  |
| كرواتيا                                  | RTL                                                    | 22 أغسطس 2010 - 4 مارس 2011     |  |
| الجبل الأسود                             | TV Vijesti                                             |                                 |  |
| تشيلي                                    | Mega                                                   | 3 مارس 2014 - 4 يناير 2015      |  |
| كولومبيا                                 | Caracol TV                                             | 2015                            |  |
| كوسوفو                                   | KTV                                                    | 31 نوفمبر 2010 - 11 أكتوبر 2011 |  |
| الكويت                                   |                                                        |                                 |  |
| المجر                                    | TV2                                                    |                                 |  |
| مقدونيا                                  | A1                                                     |                                 |  |
| بيرو                                     | Latina TV                                              | 9 فبراير 2015 - 23 أغسطس 2015   |  |
| بولندا                                   | TVP1                                                   | 31 أغسطس 2015 - حتى الآن        |  |
| روسيا                                    | Домашний                                               | 23 مايو، 2015 - حتى الآن        |  |
| صربيا                                    | Fox Tv                                                 | 8 مارس 2010 - 10 ديسمبر 2010    |  |
| سلوفاكيا                                 | TV Markíza                                             | 3 يناير 2011 - 29 نوفمبر 2011   |  |
| سلوفاكيا                                 | TV Doma                                                | 7 يناير 2013 - 30 أغسطس 2013    |  |
| سلوفاكيا                                 | TV Doma                                                | 18 أغسطس 2014 - 19 ديسمبر 2014  |  |
| سلوفاكيا                                 | TV Doma                                                | 11 يناير 2016 - 8 سبتمبر 2016   |  |
| أوكرانيا                                 | 1+1 TV                                                 |                                 |  |
| الأوروغواي                               | Canal 10 ‏                                              | 2015                            |  |
| اليونان                                  | ANT1                                                   |                                 |  |
| إندونيسيا                                | ANTV                                                   | 3 أغسطس 2015 - 10 ديسمبر 2015   |  |

## أصداء عن المسلسل

### ردود الفعل على المسلسل
حقق المسلسل نجاحا ساحقا في الولايات المتحدة والأرجنتين والبرازيل وتشيلي، حيث أدى نجاحه في هذه الأخيرة إلى إطلاق العديد من الشيليين أسامي أبطال المسلسل أنور وشهرزاد على أطفالهم. كما صنف أفضل دراما تركية في روسيا.

## إعادة صناعة المسلسل
المسلسلات الدرامية مقتبس عن المسلسل التركي مثل الثمن، 2023، وأن الأوان، 2024.
| السنة | اسم المسلسل | بطولة       |
| ----- | ----------- | ----------- |
| 2023  | الثمن       | باسل خياط   |
| 2024  | أن الأوان   | نرمين الفقي |

## جوائز وترشيحات
حصد المسلسل خلال حفل توزيع الجوائز التلفزيونية مهرجان الفراشة الذهبية السينمائي في تركيا (والذي يطلق عليه غالبا جوائز الأوسكار التركية) ثلاثة جوائز.
| سنة  | نوع الجائزة                                 | فئة                     | المرشح         | النتيجة |
| ---- | ------------------------------------------- | ----------------------- | -------------- | ------- |
| 2007 | مهرجان الفراشة الذهبية السينمائي الدورة 34. | أفضل ممثلة              | بيرغوزار كوريل | فوز     |
| 2007 | مهرجان الفراشة الذهبية السينمائي الدورة 34. | أفضل ممثل               | خالد ارغنش     | فوز     |
| 2007 | مهرجان الفراشة الذهبية السينمائي الدورة 34. | أفضل مسلسل              | ويبقى الحب     | فوز     |
| 2007 | جوائز RTGD                                  | جائزة نجمة تلفزيون RTGD | بيرغوزار كوريل | فوز     |
| 2008 | Burç Okulları Ödülleri                      | أفضل ممثلة              | بيرغوزار كوريل | فوز     |
| 2014 | Premios Talento Caracol                     | أفضل إنتاج أجنبي المفضل | ويبقى الحب     | فوز     |

## روابط خارجية
- ويبقى الحب على موقع IMDb (الإنجليزية)
- ويبقى الحب على موقع نتفليكس (الإنجليزية)
- ويبقى الحب على موقع فيلمافينيتي (الإسبانية)
- ويبقى الحب على موقع كينوبويسك (الروسية)
- ويبقى الحب على موقع قاعدة بيانات الفيلم (الإنجليزية)